# ФК Железничар Марибор
ФК Железничар (словен. NK Železničar) је словеначки фудбалски клуб из Марибора. Играју у 5. лиги, после испадања из 4. лиге. Играли су 1 годину у 1. СНЛ пре 15 година.